# 牟家鄉
牟家鄉（牟家公社、光輝公社），是四川省鄰水縣下轄的一個鄉。

## 沿革
1949年12月，罈同區人民政府即建立了牟家鄉公所。1951年6月9日，牟家鄉公所劃歸新成立的第三區（合流區）公所管轄。1953年4月24日，牟家鄉公所改稱牟家鄉人民政府。1956年1月16日，牟家鄉人民政府改稱牟家鄉人民委員會。1958年9月22日，牟家鄉人委改稱牟家人民公社。1966年5月「文革」開始後，牟家人民公社工作受到干擾。1967年1月，為了破四舊，牟家人民公社改稱光輝人民公社。3月，由公社武裝幹部和群眾代表主持成立了光輝人民公社生產辦公室，負責公社日常工作。1993年改置牟家鎮。